# Shawn Raboutou
Pas d'image ? Cliquez ici
Shawn Raboutou, né le 19 avril 1998 à Boulder, Colorado, est un grimpeur sportif américain spécialisé dans l'escalade de bloc. Il grimpe principalement en extérieur sur le rocher et fait partie depuis 2022 des rares grimpeurs au monde à avoir escaladé plusieurs blocs du neuvième degré avec la réalisation de Megatron et Alphane (9A selon l'échelle de cotation de Fontainebleau). En octobre 2023, il est sixième au classement mondial des grimpeurs de bloc publié par le site The Crag.
Il est le fils de deux grimpeurs de classe mondiale, le Français Didier Raboutou et l'Américaine Robyn Erbesfield, et le frère de la célèbre grimpeuse Brooke Raboutou.